# Uruk-kulturen
Uruk-kulturen var en forhistorisk kultur i Mellemøsten i det 4. årtusinde f.Kr. Den markerede overgangen fra neolitisk tid til bronzealderen. Uruk-kulturen omfatter en tidsperiode fra omkring 4.100 f.Kr. til 3.000 f.Kr. Den inddeles gerne i delperioderne I-VI.
Kulturen har navn efter oldtidsbyen Uruk i det sydlige Mesopotamien, men fund fra kulturen er blevet gjort mange steder i Mellemøsten. Blandt de vigtigste fundsteder regnes, foruden selve Uruk, Abu Sharein (Eridu) i det sydlige Irak, Godin Tepe og Susa i det vestlige Iran, Habuba Kabira i Syrien og Arslantepe i Tyrkiet.
Uruk-kulturens underhold var baseret på jordbrug, og bosættelserne lå først i den frugtbare halvmåne. Udviklingen af kunstvanding gjorde det muligt at bosætte sig og opdyrke de store flodsletter ved Eufrat og Tigris i Mesopotamien, hvilket senere førte til en stor befolkningsstigning. Dermed blev der skabt grundlag for organiserede stater og de første egentlige byer. Ved overgangen til Jemdet Nasr-perioden opstod forløbere til et skriftsprog i administrationen af jordejendommene.